# 安部潤 (バスケットボール)
安部 潤（あべ じゅん、1986年4月14日 - ）は、日本の元男子バスケットボール選手である。島根県出身。ポジションはガード。身長 178cm、体重 72kg。

## 来歴・人物
松江市立湖東中学校3年生時の2001年第31回全国中学校バスケットボール大会で優勝。
2002年に進学した島根県立松江東高等学校では1年生時よりベンチ入りし、全国高等学校総合体育大会バスケットボール競技大会（インターハイ）1回戦善通寺一戦に出場した。同年の全国高等学校バスケットボール選抜優勝大会（ウィンターカップ）にはスタメンで出場し、2回戦進出。2003年、インターハイベスト8、ウインターカップベスト16。2004年、インターハイ2回戦、ウインターカップ1回戦。
2005年、東海大学進学。4年生時の2008年関東大学バスケットボールリーグ戦で優秀選手賞を受賞。2009年1月、ユニバーシアード代表候補にも選ばれた。
大学卒業後の2009年4月、三菱電機と契約。
2014年6月、bjリーグの島根スサノオマジックに移籍。
2017年6月、大阪エヴェッサに移籍。
2018年6月、仙台89ERSに移籍。
2019年7月、島根スサノオマジックに移籍。シーズン終了後、現役を引退し、島根のフロントスタッフに転身。

## 経歴
- 松江東高校 - 東海大学 - 三菱電機（2009年-2014年） - 島根（2014年-2017年） - 大阪（2017年-2018年） - 仙台（2018年-2019年） - 島根（2019年-2020年）

## 記録
| シーズン | チーム   | GP | GS | MPG  | FG%  | 3P%  | FT%  | RPG | APG | SPG | BPG | TO  | PPG |
| -------- | -------- | -- | -- | ---- | ---- | ---- | ---- | --- | --- | --- | --- | --- | --- |
| 2009-10  | 三菱電機 | 19 |    | 8.8  | .365 | .238 | .600 | 0.7 | 0.6 | 0.2 | 0   | 0.8 | 2.6 |
| 2010-11  | 三菱電機 | 33 |    | 11.5 | .438 | .415 | .700 | 0.9 | 1.2 | 0.3 | 0   | 0.8 | 4.7 |
| 2011-12  | 三菱電機 | 42 |    | 17.1 | .401 | .384 | .865 | 1.2 | 1.5 | 0.6 | 0.1 | 1.8 | 5.8 |
| 2012-13  | 三菱電機 | 40 |    | 18.3 | .398 | .250 | .857 | 1.8 | 2.0 | 0.5 | 0.1 | 1.6 | 5.2 |
| 2013-14  | 三菱電機 | 15 | 0  | 6.0  | .304 | .167 | .833 | 0.5 | 0.6 | 0.2 | 0   | 0.5 | 1.4 |
| 2014-15  | 島根     | 46 |    | 11.2 | .358 | .349 | .625 | 0.7 | 1.0 | 0.3 | 0   | 0.7 | 2.7 |